# Rajd Valais 2013
Rezultaty Rajdu Valais (54. Rallye International du Valais 2013), eliminacji Rajdowych Mistrzostw Europy w 2013 roku, który odbył się w dniach 7 listopada - 9 listopada. Była to dwunasta i ostatnia runda czempionatu w tamtym roku, odbywająca się na nawierzchni asfaltowej, a także siódma w mistrzostwach Szwajcarii. Bazą rajdu było miasto Martigny. Zwycięzcami rajdu została fińska załoga Esapekka Lappi i Janne Ferm jadący samochodem Škoda Fabia S2000. Wyprzedzili oni Szwajcarów Oliviera Burriego i André'go Saucy'ego w Fordzie Fieście RRC i irlandzko-belgijską załogę Craiga Breena i Larę Vanneste w Peugeocie 207 S2000.
Rajdu nie ukończyło 19 załóg. Na 4. odcinku specjalnym wycofał się Francuz Robert Consani w Renault Mégane RS, który miał awarię napędu. Na 6. oesie odpadł Szwajcar Sébastien Carron w Peugeocie 207 S2000, który miał wypadek. Na 7. oesie wycofał się Czech Antonín Tlusťák w Škodzie Fabii S2000. Na 9. oesie wycofał się Szwajcar Gregoire Hotz w Peugeocie 207 S2000. Na 14. oesie z trasy wypadł Austriak Andreas Aigner w Subaru Imprezie STi R4. Z kolei na 17. oesie wypadek miał Rosjanin Wasilij Griazin.

## Klasyfikacja ostateczna
| Miejsce                                  | Zawodnik                 | Pilot                    | Samochód                 | Czas                     | Strata                   | Punkty                   |
| ERC (punktowane pozycje)                 | ERC (punktowane pozycje) | ERC (punktowane pozycje) | ERC (punktowane pozycje) | ERC (punktowane pozycje) | ERC (punktowane pozycje) | ERC (punktowane pozycje) |
| ---------------------------------------- | ------------------------ | ------------------------ | ------------------------ | ------------------------ | ------------------------ | ------------------------ |
| 1.                                       | Esapekka Lappi           | Janne Ferm               | Škoda Fabia S2000        | 3:13:42.8                |                          | 38                       |
| 2.                                       | Olivier Burri            | André Saucy              | Ford Fiesta RRC          | 3:17:11.0                | +3:28.2                  | 28                       |
| 3.                                       | Craig Breen              | Lara Vanneste            | Peugeot 207 S2000        | 3:17:19.0                | +3:36.2                  | 22                       |
| 4.                                       | Jérémi Ancian            | Olivier Vitrani          | Peugeot 207 S2000        | 3:20:03.9                | +6:21.1                  | 17                       |
| 5.                                       | Jaroslav Orsák           | Simone Scattolin         | Škoda Fabia S2000        | 3:20:09.5                | 6:26.7                   | 15                       |
| 6.                                       | Nicolas Althaus          | Alain Ioset              | Peugeot 207 S2000        | 3:20:09.5                | +6:26.7                  | 12                       |
| 7.                                       | Florian Gonon            | Michel Horgnies          | Subaru Impreza STi R4    | 3:21:40.5                | +7:57.7                  | 7                        |
| 8.                                       | Pascal Perroud           | Quentin Marchand         | Peugeot 207 S2000        | 3:26:58.7                | +13:15.9                 | 4                        |
| 9.                                       | Sylvain Michel           | Sandra Arlettaz-Schmidly | Citroën DS3 R3T          | 3:27:00.5                | +13:17.7                 | 2                        |
| 10.                                      | Romain Salinas           | Benjamin Micheli         | Renault Mégane RS        | 3:27:55.2                | +14:12.4                 | 1                        |
| Mistrzostwa Szwajcarii (pierwsza trójka) |                          |                          |                          |                          |                          |                          |
| 1. (2.)                                  | Olivier Burri            | André Saucy              | Ford Fiesta RRC          | 3:17:11.0                |                          |                          |
| 2. (6.)                                  | Nicolas Althaus          | Alain Ioset              | Peugeot 207 S2000        | 3:20:09.5                | +3:14.7                  |                          |
| 3. (7.)                                  | Florian Gonon            | Michel Horgnies          | Subaru Impreza STi R4    | 3:21:40.5                | +4:29.5                  |                          |

## Zwycięzcy odcinków specjalnych
| Dzień     | Odcinek | G. rozp. | Nazwa                                  | Długość | Zwycięzca                 | Czas    | Lider rajdu               |
| --------- | ------- | -------- | -------------------------------------- | ------- | ------------------------- | ------- | ------------------------- |
| 1 (7 LIS) | SS1     | 14:15    | Crans-Montana (Mollens-Les Violettes)  | 11.66km | Craig Breen Jérémi Ancian | 7:26.1  | Craig Breen Jérémi Ancian |
| 1 (7 LIS) | SS2     | 15:15    | Anzère (Fortunau-La Tsouma)            | 12.96km | Craig Breen               | 8:54.0  | Andreas Aigner            |
| 1 (7 LIS) | SS3     | 16:00    | Les Casernes 1                         | 6.18km  | Esapekka Lappi            | 5:48.8  | Andreas Aigner            |
| 2 (8 LIS) | SS4     | 09:45    | Vercorin 1 (Chalais-Mase)              | 26.58km | Jérémi Ancian             | 15:26.1 | Esapekka Lappi            |
| 2 (8 LIS) | SS5     | 10:55    | Veysonnaz 1 (Ayer-Veysonnaz)           | 13.62km | Jérémi Ancian             | 7:52.2  | Esapekka Lappi            |
| 2 (8 LIS) | SS6     | 11:15    | Nendaz 1 (Veysonnaz-Nendaz)            | 12.08km | Jérémi Ancian             | 6:54.4  | Esapekka Lappi            |
| 2 (8 LIS) | SS7     | 13:40    | Vercorin 2 (Chalais-Mase)              | 26.58km | Esapekka Lappi            | 15:04.1 | Esapekka Lappi            |
| 2 (8 LIS) | SS8     | 14:50    | Veysonnaz 2 (Ayer-Veysonnaz)           | 13.62km | Esapekka Lappi            | 7:40.9  | Esapekka Lappi            |
| 2 (8 LIS) | SS9     | 15:10    | Nendaz 2 (Veysonnaz-Nendaz)            | 12.08km | Jérémi Ancian             | 6:43.0  | Esapekka Lappi            |
| 2 (8 LIS) | SS10    | 16:00    | Les Casernes 2                         | 6.18km  | Jaroslav Orsák            | 5:43.3  | Esapekka Lappi            |
| 3 (9 LIS) | SS11    | 09:40    | Champex 1 (Les Valettes-Champex)       | 9.53km  | Craig Breen               | 6:44.4  | Esapekka Lappi            |
| 3 (9 LIS) | SS12    | 10:25    | Bruson 1 (Le Châble-Champsec)          | 16.96km | Craig Breen               | 14:16.6 | Esapekka Lappi            |
| 3 (9 LIS) | SS13    | 10:55    | Verbier 1 (Lourtier-Verbier)           | 15.52km | Jérémi Ancian             | 11:02.5 | Esapekka Lappi            |
| 3 (9 LIS) | SS14    | 11:35    | Les Cols (Sembrancher-Le Guercet)      | 37.13km | Craig Breen               | 24:10.8 | Esapekka Lappi            |
| 3 (9 LIS) | SS15    | 13:35    | Champex 2 (Les Valettes-Champex)       | 9.53km  | Craig Breen               | 6:39.8  | Esapekka Lappi            |
| 3 (9 LIS) | SS16    | 14:20    | Bruson 2 (Le Châble-Champsec)          | 16.96km | Esapekka Lappi            | 13:55.1 | Esapekka Lappi            |
| 3 (9 LIS) | SS17    | 14:50    | Verbier 2 (Lourtier-Verbier)           | 15.52km | Jérémi Ancian             | 10:51.8 | Esapekka Lappi            |
| 3 (9 LIS) | SS18    | 15:30    | Col des Planches (Sembrancher-Arbarey) | 25.15km | Esapekka Lappi            | 16:38.1 | Esapekka Lappi            |